# Llista de comtats de Nova York

Mapa dels comtats de l'estat de Nova York.

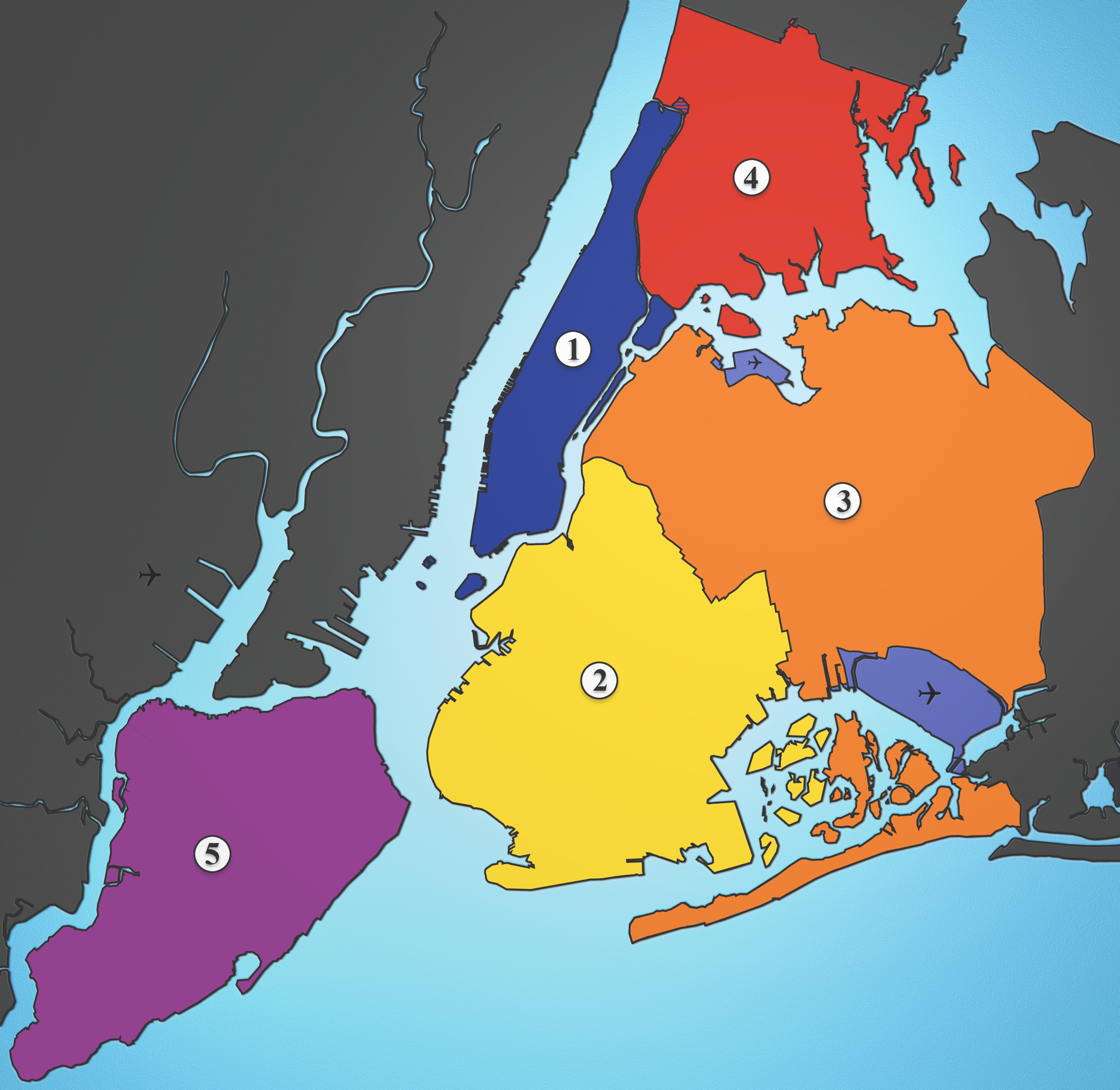
Els cinc districtes de Nova York:
1. Manhattan, 2. Brooklyn, 3. Queens, 4. The Bronx i 5. Staten Island.

L'estat nord-americà de Nova York s'organitza en 62 comtats. D'aquests n'hi ha deu que no tenen seu de comtat definida.
Els primers 12 comtats es van crear el 1683 poc després que els britànics prenguessin el control de la colònia holandesa de Nova Amsterdam. Dos d'aquests comtats van ser abolits posteriorment, i van passar a Massachusetts. Aquests comtats es van transferir després de la independència el 1783, però la majoria dels comtats van ser creats per l'estat al segle XIX. El comtat més nou és el Bronx, creat el 1914 a partir de les porcions del comtat de Nova York que havien estat annexionades del comtat de Westchester a finals del segle XIX.
El comtat més poblat de l'estat és el comtat de Kings amb més de 2,5 milions habitants segons l'estimació del cens de 2024. Mentre que el comtat de Hamilton és el de menys població amb poc més de 5.000 habitants. Saint Lawrence és el comtat més extens amb una superfície de 7.306 km², mentre que el comtat de New York (Manhattan) és el de menys extensió amb 87 km² de superfície.
L'abreviació postal de Nova York és NY i el seu codi FIPS d'estat és el 36.

## Els cinc districtes de la ciutat de Nova York
Cinc dels comtats de l'estat són coextensius amb els cinc districtes de la ciutat de Nova York. Són el comtat del Bronx (el Bronx), el comtat de Kings (Brooklyn), el comtat de Nova York (Manhattan), el comtat de Queens (Queens) i el comtat de Richmond (Staten Island). Alhora són els comtats amb menys extensió de l'estat.
A diferència de la resta de comtats, l'autonomia política dels cinc districtes de la ciutat de Nova York són molt limitats i, en gairebé tots els aspectes, estan governats pel govern de la ciutat. Alguns funcionaris són elegits a nivell de districte, els cinc presidents del districte s'ocupen dels assumptes relacionats amb el districte, mentre que els fiscals de districte i tots els jutges del tribunal suprem del comtat i de l'estat generalment s'ocupen de l'administració del dret penal i civil estatal i de les ordenances locals del comtat. No hi ha seu oficial de comtat, però la ubicació dels ajuntaments i els jutjats del districte atorga a certs barris una designació informal com a seu de comtat dins dels seus districtes:
- El jutjat del comtat del Bronx i l'oficina de correus principal del districte es troben al barri de Concourse del Bronx. L'edifici municipal del Bronx, conegut més tard com a Ajuntament del Bronx (Bronx Borough Hall) i finalment com a Ajuntament de l'Antic Bronx (Old Bronx Borough Hall, 1897–1969),[6] va ser la seu administrativa original del president del districte del Bronx. Estava situat al barri d'East Tremont del Bronx.[7]
- L'Ajuntament de Brooklyn, l'Edifici Federal i Oficina de Correus, i el Tribunal Suprem del comtat es troben al centre de Brooklyn.
- L'edifici municipal de manhattan (Manhattan Municipal Building), on es troba l'oficina del president del districte de Manhattan, i la majoria dels jutjats es troben al barri de Civic Center de la ciutat. Mentre que l'oficina general de correus es troba al Midtown.
- L'Ajuntament de Queens (Queens Borough Hall)[8] i un jutjat es troben al barri de Kew Gardens. Un altre jutjat important i l'oficina de correus es troben al barri de Jamaica. Queens també té oficines de correus generals als barris de Flushing, Long Island City i Far Rockaway.
- L'Ajuntament de Staten Island, tres jutjats i el hub de transport St. George Terminal es troben al barri de St. George.

## Comtats actuals
| Nom del comtat | Seu del comtat | Data de creació | Origen                                                                                               | Etimologia del nom | Població (2024) | Superfície | Mapa                   |
| -------------- | -------------- | --------------- | --- | --- | --------------- | ---------- | ---------------------- |
| Albany         | Albany         | 1683            | Comtat original de la província de Nova York.                                                        | Per Jaume II d'Anglaterra i VII d'Escòcia, que era duc de York abans d'esdevenir rei.                                                                           | 319.964         | 1.380 km²  | Comtat d'Albany        |
| Allegany       | Belmont        | 1806            | A partir del comtat de Genesee.                                                                      | Per una variant ortogràfica del riu Allegheny. | 47.299          | 2.678 km²  | Comtat d'Allegany      |
| Bronx          | Sense seu      | 1914            | A partir del comtat de Nova York.                                                                    | Pel riu Bronx. I aquest del poblador colonial Jonas Bronck. | 1.384.724       | 149 km²    | Comtat de Bronx        |
| Broome         | Binghamton     | 1806            | A partir del comtat de Tioga.                                                                        | Per John Broome, quart tinent governador de Nova York. | 196.397         | 1.852 km²  | Comtat de Broome       |
| Cattaraugus    | Little Valley  | 1808            | A partir del comtat de Genesee.                                                                      | Per una paraula en llengua iroquesa que significa "bancs de mala olor", referint-se a l'olor de gas natural que es va filtrar del Cattaraugus Creek.            | 75.475          | 3.393 km²  | Comtat de Cattaraugus  |
| Cayuga         | Auburn         | 1799            | A partir del comtat d'Onondaga.                                                                      | Per la nació cayuga. | 74.567          | 2.238 km²  | Comtat de Cayuga       |
| Chautauqua     | Mayville       | 1808            | A partir del comtat de Genesee.                                                                      | Pel préstec de la llengua erie que descriu el llac Chautauqua.                                                                                                  | 124.105         | 3.885 km²  | Comtat de Chautauqua   |
| Chemung        | Elmira         | 1836            | A partir del comtat de Tioga.                                                                        | Per una paraula lenape que significa "banya gran". | 81.115          | 1.064 km²  | Comtat de Chemung      |
| Chenango       | Norwich        | 1798            | A partir dels comtats de Tioga i Herkimer.                                                           | Per una paraula de la llengua onondaga. | 45.776          | 2.328 km²  | Comtat de Chenango     |
| Clinton        | Plattsburgh    | 1788            | A partir del comtat de Washington.                                                                   | Per George Clinton, militar i polític considerat un dels pares fundadors dels Estats Units.                                                                     | 77.871          | 2.896 km²  | Comtat de Clinton      |
| Columbia       | Hudson         | 1786            | A partir del comtat d'Albany.                                                                        | Per Cristòfor Colom, navegant i cartògraf. | 60.299          | 1.678 km²  | Comtat de Columbia     |
| Cortland       | Cortland       | 1808            | A partir del comtat d'Onondaga.                                                                      | Per Pierre Van Cortlandt, primer tinent governador de Nova York.                                                                                                | 45.945          | 1.300 km²  | Comtat de Cortland     |
| Delaware       | Delhi          | 1797            | A partir dels comtats d'Otsego i Ulster.                                                             | Per Thomas West, 3r baró De La Warr, un dels primers líders colonials a Virgínia. Nom també aplicat a la badia, el riu, l'estat i els nadius americans Lenapes. | 44.191          | 3.802 km²  | Comtat de Delaware     |
| Dutchess       | Poughkeepsie   | 1683            | Comtat original.                                                                                     | Per Maria de Mòdena, duquessa de York i esposa del rei Jaume II d'Anglaterra.                                                                                   | 299.963         | 2.137 km²  | Comtat de Dutchess     |
| Erie           | Buffalo        | 1821            | A partir del comtat de Niagara.                                                                      | Pel poble erie. | 950.602         | 3.178 km²  | Comtat d'Erie          |
| Essex          | Elizabethtown  | 1799            | A partir del comtat de Clinton.                                                                      | Pel comtat anglès d'Essex. | 36.744          | 4.962 km²  | Comtat d'Essex         |
| Franklin       | Malone         | 1808            | A partir del comtat de Clinton.                                                                      | Per Benjamin Franklin, escriptor, inventor i un dels pares fundadors dels Estats Units.                                                                         | 47.086          | 4.395 km²  | Comtat de Franklin     |
| Fulton         | Johnstown      | 1838            | A partir del comtat de Montgomery.                                                                   | Per Robert Fulton, considerat l'inventor del vaixell de vapor.                                                                                                  | 52.073          | 1.380 km²  | Comtat de Fulton       |
| Genesee        | Batavia        | 1802            | A partir del comtat de Ontario i terres adquirides per la Holland Land Company.                      | Per una expressió en llengua seneca. | 57.604          | 1.282 km²  | Comtat de Genesee      |
| Green          | Catskill       | 1800            | A partir dels comtats d'Albany i Ulster.                                                             | Pel general Nathanael Greene, heroi de la guerra d'Independència.                                                                                               | 46.903          | 1.704 km²  | Comtat de Greene       |
| Hamilton       | Lake Pleasant  | 1816            | A partir del comtat de Montgomery.                                                                   | Per Alexander Hamilton, polític, erudit jurísta i un dels pares fundadors dels Estats Units.                                                                    | 5.082           | 4.683 km²  | Comtat de Hamilton     |
| Herkimer       | Herkimer       | 1791            | A partir del comtat de Montgomery.                                                                   | Pel general Nicholas Herkimer, militar estatunidenc que lluità a la Guerra franco-índia i a la guerra d'Independència.                                          | 59.585          | 3.776 km²  | Comtat de Herkimer     |
| Jefferson      | Watertown      | 1805            | A partir del comtat d'Oneida.                                                                        | Per Per Thomas Jefferson, tercer president dels Estats Units.                                                                                                   | 113.140         | 4.810 km²  | Comtat de Jefferson    |
| Kings          | Sense seu      | 1683            | Comtat original.                                                                                     | Pel rei Carles II d'Anglaterra i d'Escòcia. | 2.617.631       | 251 km²    | Comtat de Kings        |
| Lewis          | Lowville       | 1805            | A partir del comtat d'Oneida.                                                                        | Per Morgan Lewis, quart governador de Nova York. | 26.570          | 3.341 km²  | Comtat de Lewis        |
| Livingston     | Geneseo        | 1821            | A partir dels comtats de Genesee i Ontario.                                                          | Per Robert R. Livingston, advocat, polític i diplomàtic. És considerat un dels Pares fundadors dels Estats Units.                                               | 61.561          | 1.658 km²  | Comtat de Livingston   |
| Madison        | Wampsville     | 1806            | A partir del comtat de Chenango.                                                                     | Per James Madison, advocat, polític i quart president dels Estats Units.                                                                                        | 67.072          | 1.715 km²  | Comtat de Madison      |
| Monroe         | Rochester      | 1821            | A partir desl comtats de Genesee i Ontario.                                                          | Per James Monroe, cinquè president dels Estats Units. | 752.202         | 3.538 km²  | Comtat de Monroe       |
| Montgomery     | Fonda          | 1772            | A partir del comtat d'Albany. Originalment amb el nom de Tryon, rebatejat el 1784 amb el nom actual. | Originalment per William Tryon, governador colonial. A partir del 1784 pel general Richard Montgomery de la Guerra d'Independència.                             | 49.648          | 1.062 km²  | Comtat de Montgomery   |
| Nassau         | Mineola        | 1899            | A partir del comtat de Queens.                                                                       | Per la casa d'Orange-Nassau, que va governar els Països Baixos quan Long Island era una colònia neerlandesa.                                                    | 1.392.438       | 1.173 km²  | Comtat de Nassau       |
| Nova York      | Sense seu      | 1683            | Comtat original.                                                                                     | Pel rei Jaume II d'Anglaterra i VII d'Escòcia, que era duc de York.                                                                                             | 1.660.664       | 87 km²     | Comtat de Nova York    |
| Niagara        | Lockport       | 1808            | A partir del comtat de Genesee.                                                                      | Per una paraula del grup de llengües iroqueses. | 209.570         | 2.953 km²  | Comtat de Niagara      |
| Oneida         | Utica          | 1798            | A partir del comtat de Herkimer.                                                                     | Per la nació oneida. | 228.347         | 3.142 km²  | Comtat d'Oneida        |
| Onondaga       | Syracuse       | 1794            | A partir del comtat de Herkimer.                                                                     | Per la nació onondaga. | 469.812         | 2.088 km²  | Comtat d'Onondaga      |
| Ontario        | Canandaigua    | 1789            | A partir de l'anomenada compra de Phelps i Gorham.                                                   | Per ana paraula iroquesa que significa "el llac preciós". | 113.012         | 1.715 km²  | Comtat d'Ontario       |
| Orange         | Goshen         | 1683            | Comtat original.                                                                                     | Per Guillem d'Orange-Nassau, que esdevingué rei Guillem III d'Anglaterra i II d'Escòcia.                                                                        | 411.767         | 2.173 km²  | Comtat d'Orange        |
| Orleans        | Albion         | 1824            | A partir del comtat de Genesee.                                                                      | Per la casa d'Orleans. | 39.686          | 2.116 km²  | Comtat d'Orleans       |
| Oswego         | Oswego         | 1816            | A partir dels comtats d'Oneida i Onondaga.                                                           | Pel riu Oswego, i aquest d'una paraula mohawk que significa "fluir", o específicament, "aigua petita que flueix a allò que és gran".                            | 118.305         | 3.398 km²  | Comtat d'Oswego        |
| Otsego         | Cooperstown    | 1791            | A partir del comtat de Montgomery.                                                                   | Per una paraula mohawk o oneida que significa "lloc de la roca".                                                                                                | 60.524          | 2.598 km²  | Comtat d'Otsego        |
| Putnam         | Carmel Hamlet  | 1812            | A partir del comtat de Dutchess.                                                                     | Per Israel Putnam, militar i terratinent estatunidenc que lluità a la guerra d'Independència.                                                                   | 98.409          | 637 km²    | Comtat de Putnam       |
| Queens         | Sense seu      | 1683            | Comtat original                                                                                      | Per Caterina de Bragança, esposa del rei Carles II d'Anglaterra i d'Escòcia i reina consort.                                                                    | 2.316.841       | 462 km²    | Comtat de Queens       |
| Rensselaer     | Troy           | 1791            | A partir del comtat d'Albany.                                                                        | Pel comerciant neerlandès Kiliaen van Rensselaer, un dels primers terratinents de la colònia holandesa dels Nous Països Baixos.                                 | 160.749         | 1.722 km²  | Comtat de Rensselaer   |
| Richmond       | Sense seu      | 1683            | Comtat original.                                                                                     | Per Charles Lennox, primer duc de Richmond, fill il·legítim del rei Carles II d'Anglaterra i d'Escòcia.                                                         | 498.212         | 265 km²    | Comtat de Richmond     |
| Rockland       | New City       | 1798            | A partir del comtat d'Orange.                                                                        | Per la descripció del terreny dels primers colons com a "terra rocosa".                                                                                         | 348.144         | 515 km²    | Comtat de Rockland     |
| Saint Lawrence | Canton         | 1802            | A partir dels comtats de Clinton, Herkimer i Montgomery.                                             | Pel riu Sant Llorenç, que forma la frontera nord del comtat i de l'estat de Nova York.                                                                          | 106.198         | 7.306 km²  | Comtat de St. Lawrence |
| Saratoga       | Ballston Spa   | 1791            | A partir del comtat d'Albany.                                                                        | Per la corrupció d'una paraula nativa americana amb el significat de "turó al costat del riu".                                                                  | 240.360         | 2.186 km²  | Comtat de Saratoga     |
| Schenectady    | Schenectady    | 1809            | A partir del comtat d'Albany.                                                                        | Per una paraula mohawk que significa "a l'altre costat de les terres de pins".                                                                                  | 162.261         | 544 km²    | Comtat de Schenectady  |
| Schoharie      | Schoharie      | 1795            | A partir dels comtats d'Albany i Otsego.                                                             | Per una paraula mohawk que significa "fusta flotant". | 30.151          | 1.621 km²  | Comtat de Schoharie    |
| Schuyler       | Watkins Glen   | 1854            | A partir dels comtats de Chemung, Steuben i Tompkins.                                                | Per Philip Schuyler, general a la guerra d'Independència i senador per Nova York.                                                                               | 17.121          | 886 km²    | Comtat de Schuyler     |
| Seneca         | Waterloo       | 1804            | A partir del comtat de Cayuga.                                                                       | Per la nació seneca. | 32.650          | 842 km²    | Comtat de Seneca       |
| Steuben        | Bath           | 1796            | A partir del comtat d'Ontario.                                                                       | Per Friedrich Wilhelm von Steuben, oficial nord-americà d'origen alemany que va tenir un paper destacat a la guerra d'Independència.                            | 92.015          | 3.636 km²  | Comtat de Steuben      |
| Suffolk        | Riverhead      | 1683            | Comtat original.                                                                                     | Pel comtat anglès de Suffolk. | 1.535.909       | 6.146 km²  | Comtat de Suffolk      |
| Sullivan       | Monticello     | 1809            | A partir del comtat d'Ulster.                                                                        | Per John Sullivan, general en la Guerra d'Independència i delegat al Congrés Continental.                                                                       | 80.450          | 2.582 km²  | Comtat de Sullivan     |
| Tioga          | Owego          | 1791            | A partir del comtat de Montgomery.                                                                   | Per una paraula nativa americana que descriu un lloc de reunió.                                                                                                 | 47.574          | 1.355 km²  | Comtat de Tioga        |
| Tompkins       | Ithaca         | 1817            | A partir dels comtats de Cayuga i Seneca.                                                            | Per Daniel D. Tompkins, qwuart governador de Nova York i sisè vicepresident dels Estats Units.                                                                  | 105.602         | 1.233 km²  | Comtat de Tompkins     |
| Ulster         | Kingston       | 1683            | Comtat original.                                                                                     | Per la província irlandesa d'Ulster, aleshores un comtat del duc de York, més tard rei Jaume II d'Anglaterra i VII d'Escòcia.                                   | 182.977         | 3.007 km²  | Comtat d'Ulster        |
| Warren         | Queensbury     | 1813            | A partir del comtat de Washington.                                                                   | Per Joseph Warren, metge i un dels pares fundadors dels Estats Units.                                                                                           | 65.288          | 2.253 km²  | Comtat de Warren       |
| Washington     | Fort Edward    | 1772            | A partir del comtat d'Albany.                                                                        | Originalment comtat de Charlotte, rebatejat el 1784 per de George Washington, primer president dels Estats Units.                                               | 59.839          | 2.191 km²  | Comtat de Washington   |
| Wayne          | Lyons          | 1823            | A partir dels comtats d'Ontario i Seneca.                                                            | Per Anthony Wayne, militar i un dels pares fundadors dels Estats Units.                                                                                         | 90.757          | 3.585 km²  | Comtat de Wayne        |
| Westchester    | White Plains   | 1683            | Comtat original                                                                                      | Per la ciutat anglesa de Chester. | 1.006.447       | 1.295 km²  | Comtat de Westchester  |
| Wyoming        | Warsaw         | 1841            | A partir del comtat de Genesee.                                                                      | Per una modificació d'una paraula en llengua lenape que significa "terres de fons amples".                                                                      | 39.588          | 1.544 km²  | Comtat de Wyoming      |
| Yates          | Penn Yan       | 1823            | A partir dels comtats d'Ontario i Steuben.                                                           | Per Joseph C. Yates, vuitè governador de Nova York. | 24.387          | 974 km²    | Comtat de Yates        |

## Antics comtats
Al llarg de la història de l'estat s'han abolit set comtats:
- Comtat de Charlotte: Creat el 1772 i abolit el 1784. La part occidental va ser rebatejada com a comtat de Washington i la part oriental va ser transferida a l'estat de Vermont.
- Comtat de Cornwall: Creat el 1665 i abolit el 1686. Va ser un dels dotze comtats originals de la colònia de Nova York. Va transferir-se al que més tard es va convertir en l'estat de Maine i es va dividir.
- Comtat de Cumberland: Creat el 1766 i abolit el 1777. Va transferir-se a Vermont i fou posteriorment dividit.
- Comtat de Dukes: Creat el 1683 i abolit el 1692. Va ser un dels dotze comtats originals de la colònia de Nova York. Va transferir-se a Massachusetts.
- Comtat de Gloucester: Creat el 1770 i abolit el 1777. Va transferir-se a Vermont i fou posteriorment dividit.
- Comtat de Mexico: Creat el 1792 i abolit el 1796. Mai es va establir ni es va incorporar, es va reassignar als comtats d'Oneida, Oswego i Jefferson.
- Comtat de Tryon: Creat el 1772 i reanomenat el 1784 amb el nom de Montgomery.

## Comtats proposats
Dues propostes de comtat no varen arribar a concretar-se:
- Comtat d'Adirondack: Estaria format per porcions del nord del comtat d'Essex i del sud del comtat de Franklin.
- Comtat de Peconic: Estaria format per les cinc ciutats més orientals del comtat de Suffolk County a Long Island.[15]